# فاطمة سلطان (ابنة سليم الثاني)
السلطانة فاطمة (ولدت سنة 1548 في مانيسا، وتوفيت سنة 1580 في إسطنبول) هي ابنة السلطان سليم الثاني ونوربانو سلطان وأخت السلطان مراد الثالث.

## حياتها
سنة 1548 ولدت الابنة الصغرى لامير سليم بقصر مانيسا، تزوجت من كنيجلي سييفوش باشا في زواجها الأول بعد وقت قصير من زواجهما توفيت بسبب ولادة ابنها الصغير.

## موتها
يعتقد أن السلطانة فاطمة ماتت لسبب غير معروف أو لقت حتفها لأسباب طبيعية سنة 1580.